# Jamaica vid världsmästerskapen i friidrott 2023
Jamaica tävlade vid världsmästerskapen i friidrott 2023 i Budapest i Ungern mellan den 19 och 27 augusti 2023.

## Medaljörer
| Medalj | Namn | Gren                            | Datum      |
| ------ | --- | ------------------------------- | ---------- |
| Guld   | Antonio Watson | Herrarnas 400 meter             | 24 augusti |
| Guld   | Danielle Williams                                                                                                  | Damernas 100 meter häck         | 24 augusti |
| Guld   | Shericka Jackson                                                                                                   | Damernas 200 meter              | 25 augusti |
| Silver | Hansle Parchment                                                                                                   | Herrarnas 110 meter häck        | 21 augusti |
| Silver | Shericka Jackson                                                                                                   | Damernas 100 meter              | 21 augusti |
| Silver | Wayne Pinnock | Herrarnas längdhopp             | 24 augusti |
| Silver | Natasha Morrison Shelly-Ann Fraser-Pryce Shashalee Forbes Shericka Jackson Briana Williams* Elaine Thompson-Herah* | Damernas 4 × 100 meter stafett  | 26 augusti |
| Silver | Candice McLeod Janieve Russell Nickisha Pryce Stacey-Ann Williams Charokee Young* Shiann Salmon*                   | Damernas 4 × 400 meter stafett  | 27 augusti |
| Brons  | Shelly-Ann Fraser-Pryce                                                                                            | Damernas 100 meter              | 21 augusti |
| Brons  | Tajay Gayle | Herrarnas längdhopp             | 24 augusti |
| Brons  | Rushell Clayton | Damernas 400 meter häck         | 24 augusti |
| Brons  | Ackeem Blake Oblique Seville Ryiem Forde Rohan Watson                                                              | Herrarnas 4 × 100 meter stafett | 26 augusti |

## Resultat
Jamaicas trupp bestod av 68 idrottare.

### Herrar
Gång- och löpgrenar
| Idrottare                                                                                         | Gren                  | Försöksheat | Försöksheat | Semifinal        | Semifinal        | Final            | Final            |
| Idrottare                                                                                         | Gren                  | Resultat    | Placering   | Resultat         | Placering        | Resultat         | Placering        |
| ------------------------------------------------------------------------------------------------- | --------------------- | ----------- | ----------- | ---------------- | ---------------- | ---------------- | ---------------- |
| Ryiem Forde                                                                                       | 100 meter             | 10,01       | 2 Q         | 9,95 0PB0        | 3 q              | 10,08            | 8                |
| Oblique Seville                                                                                   | 100 meter             | 9,86 0=PB0  | 1 Q         | 9,90             | 1 Q              | 9,88             | 4                |
| Rohan Watson                                                                                      | 100 meter             | 10,11       | 2 Q         | 10,07            | 6                | Gick inte vidare | Gick inte vidare |
| Rasheed Dwyer                                                                                     | 200 meter             | 20,40       | 3 Q         | 20,49            | 6                | Gick inte vidare | Gick inte vidare |
| Andrew Hudson                                                                                     | 200 meter             | 20,25       | 2 Q         | 20,38            | 4 qR             | 20,40            | 8                |
| Sean Bailey                                                                                       | 400 meter             | 44,98       | 3 Q         | 44,94            | 2 Q              | 44,96            | 5                |
| Zandrion Barnes                                                                                   | 400 meter             | 45,05       | 3 Q         | 45,38            | 5                | Gick inte vidare | Gick inte vidare |
| Antonio Watson                                                                                    | 400 meter             | 44,77       | 1 Q         | 44,13 0PB0       | 1 Q              | 44,22            | 1                |
| Navasky Anderson                                                                                  | 800 meter             | 0DSQ0       | 0DSQ0       | Gick inte vidare | Gick inte vidare | Gick inte vidare | Gick inte vidare |
| Orlando Bennett                                                                                   | 110 meter häck        | 13,39       | 5 q         | 13,34            | 4                | Gick inte vidare | Gick inte vidare |
| Rasheed Broadbell                                                                                 | 110 meter häck        | 0DSQ0       | 0DSQ0       | Gick inte vidare | Gick inte vidare | Gick inte vidare | Gick inte vidare |
| Hansle Parchment                                                                                  | 110 meter häck        | 13,30       | 1 Q         | 13,18            | 2 Q              | 13,07 0SB0       | 2                |
| Roshawn Clarke                                                                                    | 400 meter häck        | 48,39       | 3 Q         | 47,34 0VRJ0      | 2 Q              | 48,07            | 4                |
| Jaheel Hyde                                                                                       | 400 meter häck        | 48,63       | 2 Q         | 48,49            | 4                | Gick inte vidare | Gick inte vidare |
| Assinie Wilson                                                                                    | 400 meter häck        | 0DNF0       | 0DNF0       | Gick inte vidare | Gick inte vidare | Gick inte vidare | Gick inte vidare |
| Ackeem Blake Ryiem Forde Oblique Seville Rohan Watson                                             | 4 × 100 meter stafett | 37,68       | 2 Q         | —                | —                | 37,76            | 3                |
| Roshawn Clarke Zandrion Barnes D'Andre Anderson* Jevaughn Powell* Antonio Watson Rusheen McDonald | 4 × 400 meter stafett | 2.59,82     | 1 Q         | —                | —                | 2.59,34          | 4                |

Teknikgrenar
| Romaine Beckford  | Höjdhopp    | 2,22      | 22   | Gick inte vidare | Gick inte vidare | Gick inte vidare | Gick inte vidare |
| Tajay Gayle       | Längdhopp   | 8,12      | 8 q  | 8,27             | 3                |                  |                  |
| Carey McLeod      | Längdhopp   | 8,19      | 4 Q  | 8,27             | 4                |                  |                  |
| Wayne Pinnock     | Längdhopp   | 8,54 0VB0 | 1 Q  | 8,50             | 2                |                  |                  |
| Jaydon Hibbert    | Tresteg     | 17,70     | 1 Q  | NM               | NM               |                  |                  |
| Rajindra Campbell | Kulstötning | 20,83     | 10 q | NM               | NM               |                  |                  |
| Fedrick Dacres    | Diskus      | 65,45     | 7 q  | 66,72            | 5                |                  |                  |
| Traves Smikle     | Diskus      | 65,71     | 4 q  | 61,90            | 11               |                  |                  |
| Rojé Stona        | Diskus      | 62,67     | 19   | Gick inte vidare | Gick inte vidare |                  |                  |

### Damer
Gång- och löpgrenar
| Shashalee Forbes                                                                                                   | 100 meter             | 11,12        | 2 Q | 11,12            | 6                | Gick inte vidare       | Gick inte vidare |                  |                  |
| Shelly-Ann Fraser-Pryce                                                                                            | 100 meter             | 11,01        | 1 Q | 10,89            | 1 Q              | 10,77 0SB0             | 3                |                  |                  |
| Shericka Jackson                                                                                                   | 100 meter             | 11,06        | 1 Q | 10,79            | 1 Q              | 10,72                  | 2                |                  |                  |
| Natasha Morrison                                                                                                   | 100 meter             | 11,02        | 2 Q | 11,03            | 4                | Gick inte vidare       | Gick inte vidare |                  |                  |
| Kevona Davis | 200 meter             | 22,49        | 2 Q | 22,34            | 5                | Gick inte vidare       | Gick inte vidare |                  |                  |
| Shericka Jackson                                                                                                   | 200 meter             | 22,51        | 1 Q | 22,00            | 1 Q              | 21,41 0MR0, 0PB0, 0VB0 | 1                |                  |                  |
| Ashanti Moore | 200 meter             | 23,12        | 5   | Gick inte vidare | Gick inte vidare | Gick inte vidare       | Gick inte vidare |                  |                  |
| Natalliah Whyte | 200 meter             | 22,44        | 2 Q | 22,52            | 3                | Gick inte vidare       | Gick inte vidare |                  |                  |
| Candice McLeod | 400 meter             | 50,37        | 3 Q | 50,62            | 4 q              | 51,08                  | 7                |                  |                  |
| Nickisha Pryce | 400 meter             | 50,38        | 1 Q | 51,24            | 5                | Gick inte vidare       | Gick inte vidare |                  |                  |
| Charokee Young | 400 meter             | 51,24        | 6 q | 51,40            | 6                | Gick inte vidare       | Gick inte vidare |                  |                  |
| Natoya Goule | 800 meter             | 1.59,64      | 2 Q | 2.00,76          | 3                | Gick inte vidare       | Gick inte vidare |                  |                  |
| Adelle Tracey | 800 meter             | 1.59,82 0SB0 | 2 Q | 1.58,99 0PB0     | 4 q              | 1.58,41 0PB0           | 7                |                  |                  |
| Adelle Tracey | 1 500 meter           | 4.03,67      | 5 Q | 3.58,77 0NR0     | 7                | Gick inte vidare       | Gick inte vidare | Gick inte vidare | Gick inte vidare |
| Ackera Nugent | 100 meter häck        | 12,60        | 1 Q | 12,60            | 2 Q              | 12,61                  | 5                |                  |                  |
| Megan Tapper | 100 meter häck        | 12,51        | 2 Q | 12,55            | 4                | Gick inte vidare       | Gick inte vidare |                  |                  |
| Danielle Williams                                                                                                  | 100 meter häck        | 12,51 0SB0   | 3 Q | 12,50 0SB0       | 3 q              | 12,43                  | 1                |                  |                  |
| Rushell Clayton | 400 meter häck        | 53,97        | 1 Q | 53,30 0PB0       | 1 Q              | 52,81 0PB0             | 3                |                  |                  |
| Andrenette Knight                                                                                                  | 400 meter häck        | 54,21        | 2 Q | 53,72            | 2 Q              | 55,20                  | 8                |                  |                  |
| Janieve Russell | 400 meter häck        | 54,53        | 1 Q | 53,69            | 3 q              | 54,24                  | 7                |                  |                  |
| Shashalee Forbes Shelly-Ann Fraser-Pryce Shericka Jackson Natasha Morrison Elaine Thompson-Herah* Briana Williams* | 4 × 100 meter stafett | 41,70        | 1 Q | —                | —                | 41,21                  | 2                |                  |                  |
| Candice McLeod Nickisha Pryce Janieve Russell Shiann Salmon* Stacey-Ann Williams Charokee Young*                   | 4 × 400 meter stafett | 3.22,74 0VB0 | 1 Q | —                | —                | 3.20,88                | 2                |                  |                  |

Teknikgrenar
| Idrottare           | Gren          | Kval       | Kval      | Final            | Final            |
| Idrottare           | Gren          | Distans    | Placering | Distans          | Placering        |
| ------------------- | ------------- | ---------- | --------- | ---------------- | ---------------- |
| Lamara Distin       | Höjdhopp      | 1,92       | 3 q       | 1,95             | 5                |
| Kimberly Williamson | Höjdhopp      | 1,85 0=SB0 | 28        | Gick inte vidare | Gick inte vidare |
| Tissanna Hickling   | Längdhopp     | 6,29       | 30        | Gick inte vidare | Gick inte vidare |
| Ackelia Smith       | Längdhopp     | 6,78       | 4 q       | 6,51             | 11               |
| Shanieka Ricketts   | Tresteg       | 14,67 0SB0 | 1 Q       | 14,93            | 4                |
| Ackelia Smith       | Tresteg       | 13,95      | 17        | Gick inte vidare | Gick inte vidare |
| Kimberly Williams   | Tresteg       | 14,30 0SB0 | 8 Q       | 14,38            | 7                |
| Danniel Thomas-Dodd | Kulstötning   | 19,36      | 6 Q       | 19,59            | 5                |
| Samantha Hall       | Diskus        | 58,43      | 23        | Gick inte vidare | Gick inte vidare |
| Nayoka Clunis       | Släggkastning | 58,10      | 35        | Gick inte vidare | Gick inte vidare |

### Mixat
| Idrottare                                                     | Gren                  | Heat     | Heat      | Final            | Final            |
| Idrottare                                                     | Gren                  | Resultat | Placering | Resultat         | Placering        |
| ------------------------------------------------------------- | --------------------- | -------- | --------- | ---------------- | ---------------- |
| Demish Gaye Natoya Goule Malik James King Stacey-Ann Williams | 4 × 400 meter stafett | 3.14,05  | 9         | Gick inte vidare | Gick inte vidare |